# Oelbach
| Zuläufe und Bauwerke \| Oelbach \| Oelbach \| Oelbach \| \| ------------------- \| ------- \| --------------- \| \| Legende \| \| \| \| Castrop-Rauxel \| \| Dortmund \| \| Bochum \| \| \| \| Bövinghauser \| \| Bach \| \| \| \| \| \| Gerther Mühlenbach \| \| \| \| \| \| Stenbocksiepen \| \| NSG Oelbach \| \| \| \| Teich \| \| \| \| \| \| \| \| \| \| Bochum \| \| Harpener \| \| Bach \| \| Bundesautobahn 40 \| \| \| \| \| \| \| \| \| \| Harpener Teiche \| \| \| \| \| \| \| \| \| \| \| \| \| \| \| \| \| \| \| \| Wieschermühle \| \| \| \| \| \| \| \| \| \| \| \| \| \| \| \| \| \| \| \| Ümminger See \| \| \| \| \| \| \| \| \| \| \| \| Langendreerbach \| \| Bundesautobahn 43 \| \| \| \| Schattbach \| \| \| \| Haus Heven \| \| \| \| \| \| Witten \| \| Klärwerk Oelbachtal \| \| \| \| \| \| Klärteich \| \| \| \| Mündungsteich \| \| \| \| \| \| \| \| \| \| Ruhr (Kemnader See) \| \| \| |  |                 |
| Oelbach |  |                 |
| Legende |  |                 |
| Castrop-Rauxel |  | Dortmund        |
| Bochum |  |                 |
| Bövinghauser |  | Bach            |
| |  |                 |
| Gerther Mühlenbach |  |                 |
| |  | Stenbocksiepen  |
| NSG Oelbach |  |                 |
| Teich |  |                 |
| |  |                 |
| |  | Bochum          |
| Harpener |  | Bach            |
| Bundesautobahn 40 |  |                 |
| |  |                 |
| |  | Harpener Teiche |
| |  |                 |
| |  |                 |
| |  |                 |
| |  |                 |
| |  | Wieschermühle   |
| |  |                 |
| |  |                 |
| |  |                 |
| |  |                 |
| |  | Ümminger See    |
| |  |                 |
| |  |                 |
| |  | Langendreerbach |
| Bundesautobahn 43 |  |                 |
| Schattbach |  |                 |
| Haus Heven |  |                 |
| |  | Witten          |
| Klärwerk Oelbachtal |  |                 |
| |  | Klärteich       |
| |  | Mündungsteich   |
| |  |                 |
| |  |                 |
| Ruhr (Kemnader See) |  |                 |

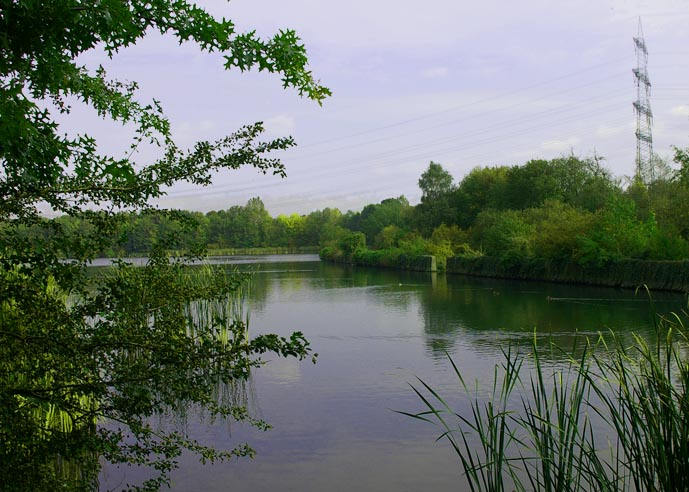
Aufgestauter Oelbach (Mündungsteich) an der Stadtgrenze von Witten und Bochum (bei Querenburg)

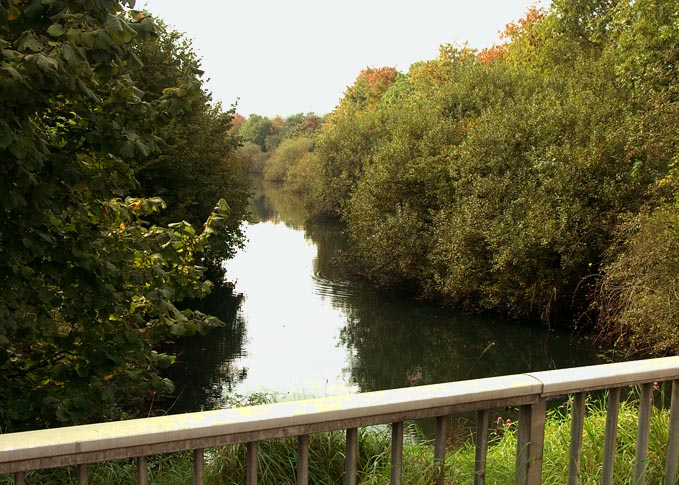
Oelbach kurz vor Eintritt in Kemnader See

Der Oelbach ist ein rechter Nebenfluss der Ruhr mit einem Einzugsgebiet im Osten Bochums und äußersten Westen Dortmunds (Bövinghausen).

## Verlauf
Der Oelbach beginnt südlich des Ümminger Sees an der Stelle, an der Harpener Bach und Langendreerbach zusammenfließen. Mit der Bezeichnung Oelbachtal wird jedoch auch das komplette Bachtal des Harpener Baches erfasst. 
Mit dem Zufluss des Schattbachs nimmt er weitere Abwässer auf und fließt am Haus Heven vorbei und durchläuft schließlich das Klärwerk Oelbachtal. 
Früher speiste er noch zwei große Absetzteiche und floss dann beim Haus Blumenau in die Ruhr. Heute speist er noch drei Schönungsteiche, einer davon ist der Oelbachmündungsteich, bevor er am nordöstlichen Ende in den Kemnader See und damit in die Ruhr einmündet.
Der Lottenbach, auch Stiepeler Bach genannt, floss dem Oelbach früher am Blennemanns Hof, im Bereich der späteren Mündungsteiche, zu. Er fließt nunmehr in den Kemnader See.
Der oberste Teil des Tals ist als Naturschutzgebiet Oelbachtal und Naturschutzgebiet Oberes Oelbachtal geschützt.

## Geschichte
Das gesamte Tal war in früheren Zeiten ein versumpftes Bachtal, in dem der Oelbach sein Bett wechseln konnte. Karl Leich berichtete im Bochumer Heimatbuch 1954, dass im Tal in früheren Zeiten auch Biber lebten.
Der Bach war früher in seinem Lauf auch unter dem Namen Meeßbach, Blennebach, Mühlenbach, Dorfbach, Hevener Bach oder Aulbach bekannt. Der Name Oelbach ist abgeleitet aus dem alten Namen Aulbach. Dieser Aulbach entsprang im Oberdorf des Bochumer Stadtteiles Langendreer und durchfloss die drei Dorfteile, um sich dann in dem heutigen Bett des Oelbaches zur Ruhr zu begeben. 
Früher wurde die Wasserkraft des Oelbaches auch für den Antrieb von Wasserrädern genutzt: 
- Sensenhammer der Freifrau von Bönen
- Meesmann Hammer
- Mühle des Hauses Heven
- Reckhammer am Haus Heven
- Ölmühle am Haus Heven
- Dönhofer Mühlen (auch Mehlings Mühle genannt)
- Luhns Mühle
- Luhns Hammer

Durch Bergbau und Bebauung verschwand der Aulbach im Kanalsystem. Die heute noch vorhandene Köttelbecke mit Namen Langendreerbach ist nur eine Überlaufrinne für Hochbelastungen des Kanals bei Regenwetter. 
Die früher zahlreich angeschlossenen Zechen, Lothringen, Amalia, Caroline, Prinz von Preußen, Robert Müser, Vollmond, Colonia, Mansfeld, Urbanus, Klosterbusch und Dannenbaum entwässerten ihre Grubenwässer, insbesondere Abwässer der Kohlenwäsche, in den Bachlauf. Um den hohen Anteil an Feinkohle im Wasser zurückzugewinnen und das Wasser zu klären, wurden Auflandungsteiche gebaut, die später renaturiert oder verfüllt wurden. Erhalten haben sich die Harpener Teiche und der Ümminger See, die heute als Regenrückhaltebecken dienen. 
Durch die Abwässer und Bergsenkungen war der Bachlauf häufig verstopft oder trat über die Ufer und beeinträchtigte die Wiesen der Anrainer. Daher wurden ab 1904 der Oelbach und seine zuführenden Bäche begradigt und kanalisiert. Vor der Einmündung in die Ruhr wurden nochmals zwei Absetzteiche errichtet, die beim Bau des Kemnader Sees weichen mussten. Auf dem Gebiet des westlichen Teiches ist heute der Parkplatz und die Gebäude im Hafen Heveney, der östliche Teich ist Teil der Bucht des Segelhafens geworden.
Heute führt der Oelbach Abwässer aus Haushalten und Industrie sowie Grubenwasser ab.
Das Gewässer besitzt die Gewässergüte 3, ist also stark verschmutzt. Mit dem Beginn der Renaturierung ist auch in den nächsten Jahren noch nicht zu rechnen.